# Герб Республики Кипр
Герб Республики Кипр (греч. Θυρεός της Κυπριακής Δημοκρατίας, тур. Kıbrıs Cumhuriyeti arması) — один из официальных государственных символов Республики Кипр, представляет собой медно-жёлтый щит, обрамленный оливковыми ветвями. На щите изображён белый голубь, несущий оливковую ветвь — хорошо известный символ мира, а внизу число «1960» — год, когда Кипр получил независимость от Великобритании. 
Медно-жёлтый оттенок щита означает большие залежи медной руды (особенно в виде халькопирита, который имеет жёлтый цвет).
Когда Кипр был колонией Великобритании, колонизаторы использовали официально не утверждённый герб, который был основан на гербе Великобритании и изображал двух львов.